# Ulica Powstańców Warszawskich w Opolu
Ulica Powstańców Warszawskich – droga omijająca od strony północnej i wschodniej centralne dzielnice Opola. Stanowi fragment 3 dróg krajowych: DK45, DK46 i DK94. Ostatni odcinek – od ul. Częstochowskiej do ul. Strzeleckiej – oddano do użytku w lutym 2007. Na całej długości jest to droga jednojezdniowa, na części trasy (od ul. Strzeleckiej do ul. Opolskiej oraz od mostu nad Odrą do ul. Partyzanckiej) przygotowany jest teren pod rozbudowę, tj. poszerzenie drogi o drugą jezdnię.
Powszechnie stosowaną nazwą jest obwodnica, względnie północna.
Na zachodnim krańcu Opola, na terenie dawnej wsi Karczów, znajduje się rondo turbinowe stanowiące skrzyżowanie dróg krajowych DK46 i DK94, które biegnąc razem na wschód, we Wrzoskach krzyżują się z ulicą Wrocławską (DW414) prowadzącą ku centrum Opola, poprzez dzielnice Bierkowice oraz Półwieś. Na skrzyżowaniu obwodnicy z ul. Jana III Sobieskiego zlokalizowany jest węzeł drogowy – składający się z 3 rond oraz wiaduktu – umożliwiający bezkolizyjny przejazd obwodnicą na trasie W-Z oraz stanowiący początek przyszłej obwodnicy Dobrzenia Wielkiego.
Według kilku opracowań Samochodowego atlasu Polski, wydawanego przez Państwowe Przedsiębiorstwo Wydawnictw Kartograficznych, istniejący w latach 80. fragment trasy pomiędzy szosą na Wrocław a nieistniejącym obecnie skrzyżowaniem z ulicą Budowlanych był częścią drogi międzynarodowej E22a.